# Залем (Шлезвіг-Гольштейн)
Залем (нім. Salem) — громада в Німеччині, розташована в землі Шлезвіг-Гольштейн. Входить до складу району Герцогство Лауенбург. Складова частина об'єднання громад Лауенбургіше-Зен.
Площа — 25,1 км2. Населення становить 641 ос. (станом на 31 грудня 2020).

## Галерея

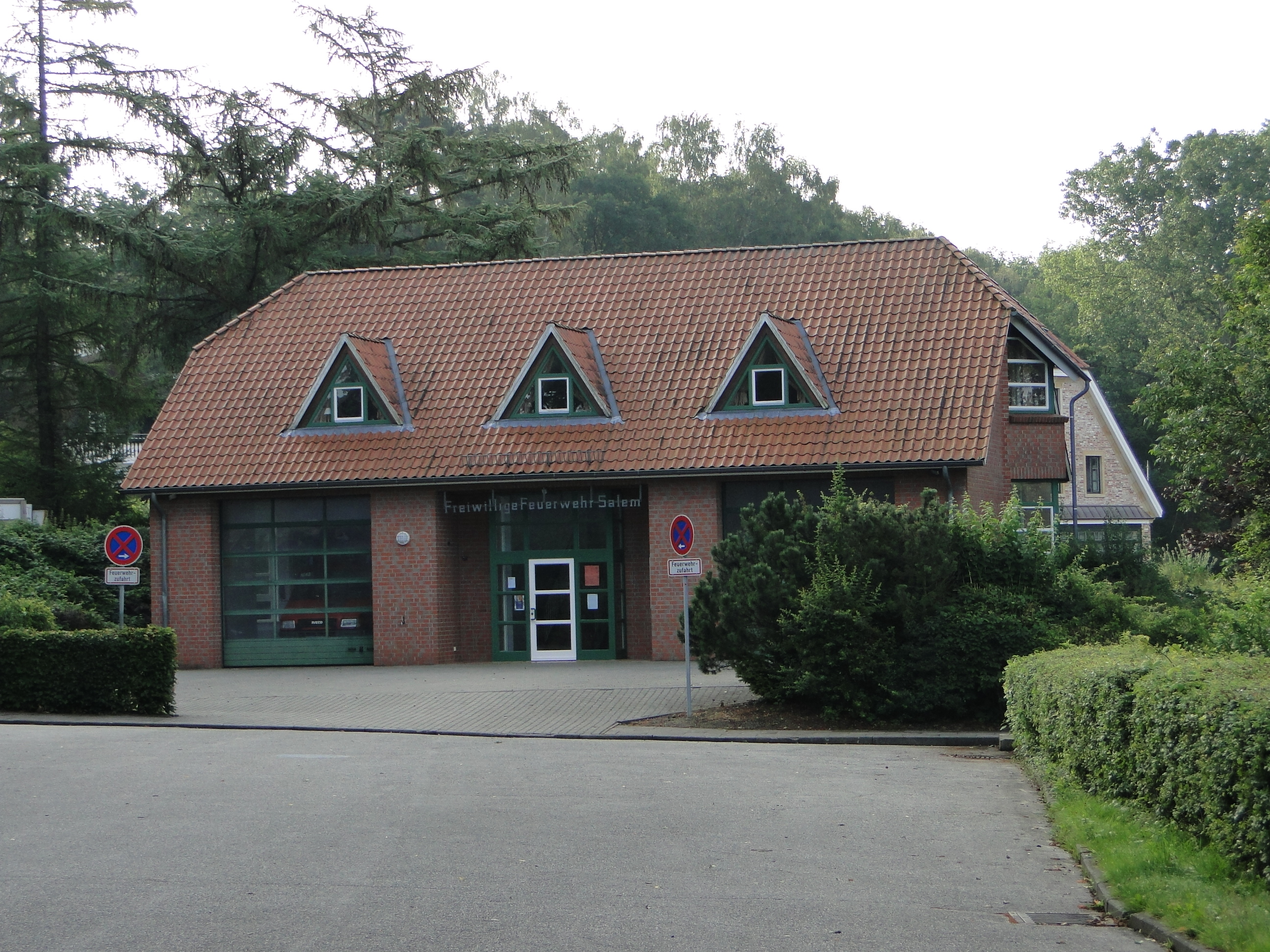
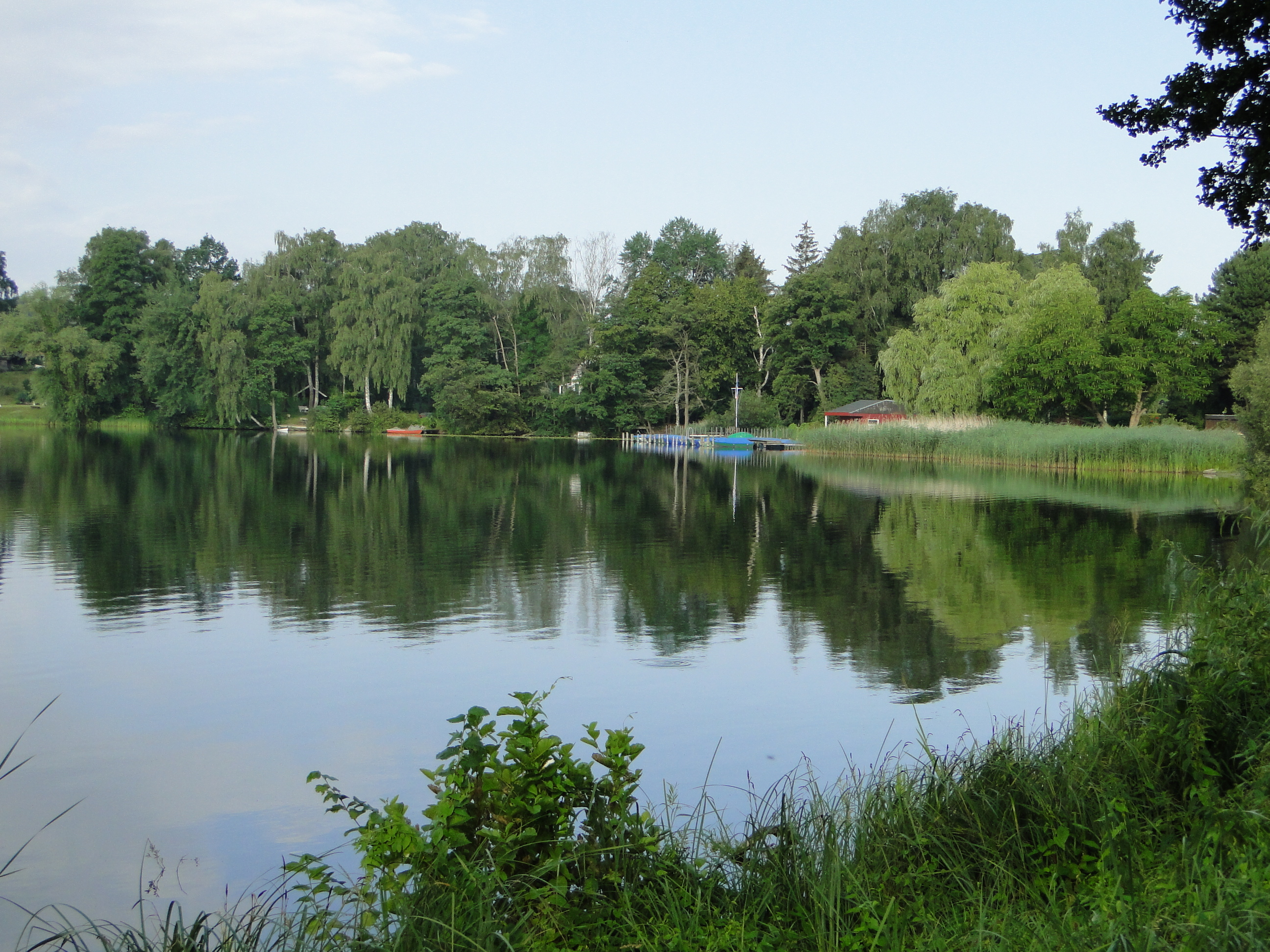